# Michel Cartatéguy
Michel Cartatéguy, né le 28 octobre 1951 à Hasparren, est un prélat catholique français, membre de la Société des missions africaines. Il fut évêque auxiliaire de Niamey (Niger) de 1999 à 2003, puis évêque et archevêque de ce même diocèse de 2003 à 2014.

## Biographie
Michel Cartatéguy est né le 28 octobre 1951 à Hasparren dans les Basses-Pyrénées en France. Il est ordonné prêtre le 1er juillet 1979 pour la Société des missions africaines.
Nommé évêque auxiliaire de Niamey au Niger le 18 mai 1999 avec le titre d'évêque titulaire d'Aulon (de), il est consacré le 26 septembre suivant par le cardinal Francis Arinze, assisté de Jean-Marie Comparoé, archevêque de Ouagadougou et de Guy Romano, évêque de Niamey. Il choisit alors comme devise « Qu’Il grandisse et que je diminue », issu de l'Évangile selon Jean.
Il avait été détaché pour un apostolat spécial auprès des enfants de la rue à Niamey.
Il succède à Guy Romano et devient évêque de Niamey le 25 janvier 2003 puis élevé à la dignité d'archevêque métropolitain de ce même diocèse le 25 juin 2007. Michel Cartatéguy a exercé son ministère épiscopal pendant quinze ans au service de l'Église du Niger.
Michel Cartatéguy ayant demandé au pape François de le décharger de sa responsabilité d'archevêque de Niamey, le pape accepte sa démission le 11 octobre 2014. Il est remplacé par Laurent Lompo, précédemment son évêque auxiliaire du diocèse, qui devient le premier Nigérien à occuper le siège épiscopal de Niamey. Il se met à la disposition de l'archevêché de Lyon.

## Prise de position
En janvier 2015, après l'attentat contre Charlie Hebdo et les nouvelles caricatures de Mahomet dans le « numéro des survivants », de nombreux manifestants descendent dans les rues de Niamey et Zinder. Ils incendient 45 églises, ainsi qu'un orphelinat et une école chrétienne. Les manifestations font également 5 morts et 128 blessés.
Cartatéguy réunit alors les prêtres et responsables des communautés « pour prier en silence et méditer sur l’amour des ennemis. »
Il déclare également « avoir reçu des témoignages forts de solidarité de la communauté musulmane », précisant  que plusieurs religieuses sont hébergées et protégées par des familles musulmanes et que les responsables de ces actes « sont des gens qui sont manipulés ». Inquiet face au repérage des chrétiens dans la ville, il demande « une protection à outrance de la part des autorités ».